# Отрадненське сільське поселення (Вяземський район)
Отра́дненське сільське поселення (рос. Отрадненское сельское поселение) — сільське поселення у складі Вяземського району Хабаровського краю Росії.
Адміністративний центр та єдиний населений пункт — село Отрадне.

## Населення
Населення сільського поселення становить 799 осіб (2019; 860 у 2010, 1031 у 2002).